# مت ادمسن
مَت اَدَمسن Matt Adamson (زادهٔ ۱۴ اوت ۱۹۷۲ در تاری، نیو ساوت ولز) فوتبالیست سابق لیگ راگبی حرفه‌ای استرالیا است که در دهه‌های ۱۹۹۰ و ۲۰۰۰ بازی می‌کرد.